# Pogona
Pogona là một chi bò sát trong họ Nhông (Agamidae), chi này có sáu loài thằn lằn thường được biết đến với cái tên chung là rồng râu (bearded dragons). Chúng là những loài có cuộc sống nửa trên cây, nửa ở dưới đất nhưng dành nhiều thời gian sống trên cành, trong bụi rậm và gần nơi sinh sống của con người Các loài thằn lằn trong chi Pogona tắm mình trên các mỏm đá và các cành cây lộ thiên vào buổi sáng và buổi chiều để sưởi ấm cơ thể. Chế độ ăn của chúng chủ yếu bao gồm côn trùng, thực vật và đôi khi là các loài gặm nhấm nhỏ. Chúng được tìm thấy trên khắp nước Úc và sống ở nhiều môi trường khác nhau, chẳng hạn như sa mạc, rừng cây bụi và rừng bạch đàn.

## Các loài
Chi bò sát này gồm các loài sau được công nhận gồm:
- Pogona barbata (Cuvier, 1829) – Rồng râu miền Đông
- Pogona henrylawsoni (Wells & Wellington, 1985) – Rồng râu lùn
- Pogona microlepidota (Glauert, 1952) – rồng râu Kimberley
- Pogona minor (Sternfeld, 1919) – Rồng râu miền Tây
- Pogona mitchelli (Badham, 1976) –
- Pogona nullarbor (Badham, 1976) – Rồng râu Nullarbor
- Pogona vitticeps (Ahl, 1926)